# تشارلز درينان
تشارلز درينان (بالإنجليزية: Charles Drennan)‏ هو كاهن كاثوليكي نيوزيلندي، ولد في 23 أغسطس 1960 في كرايستشرش في نيوزيلندا.